# Палац Ярошинських

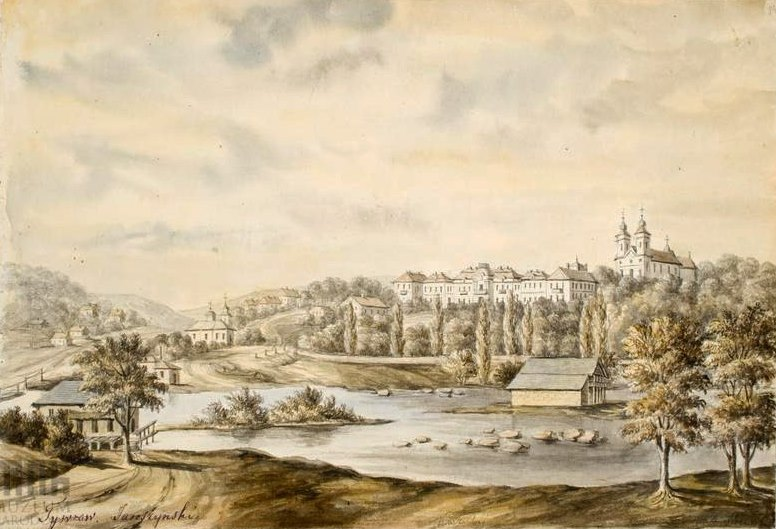
Наполеон Орда. Палац Захарії Ярошинського

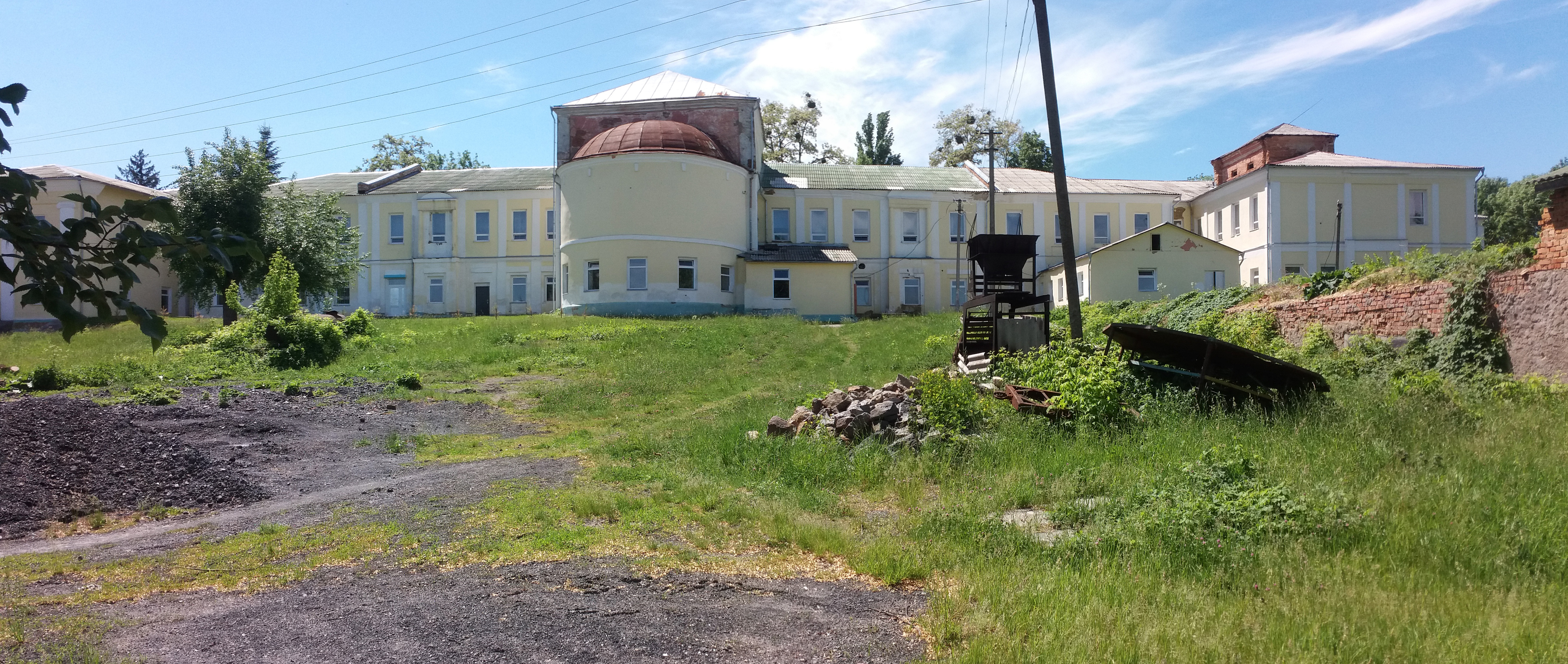

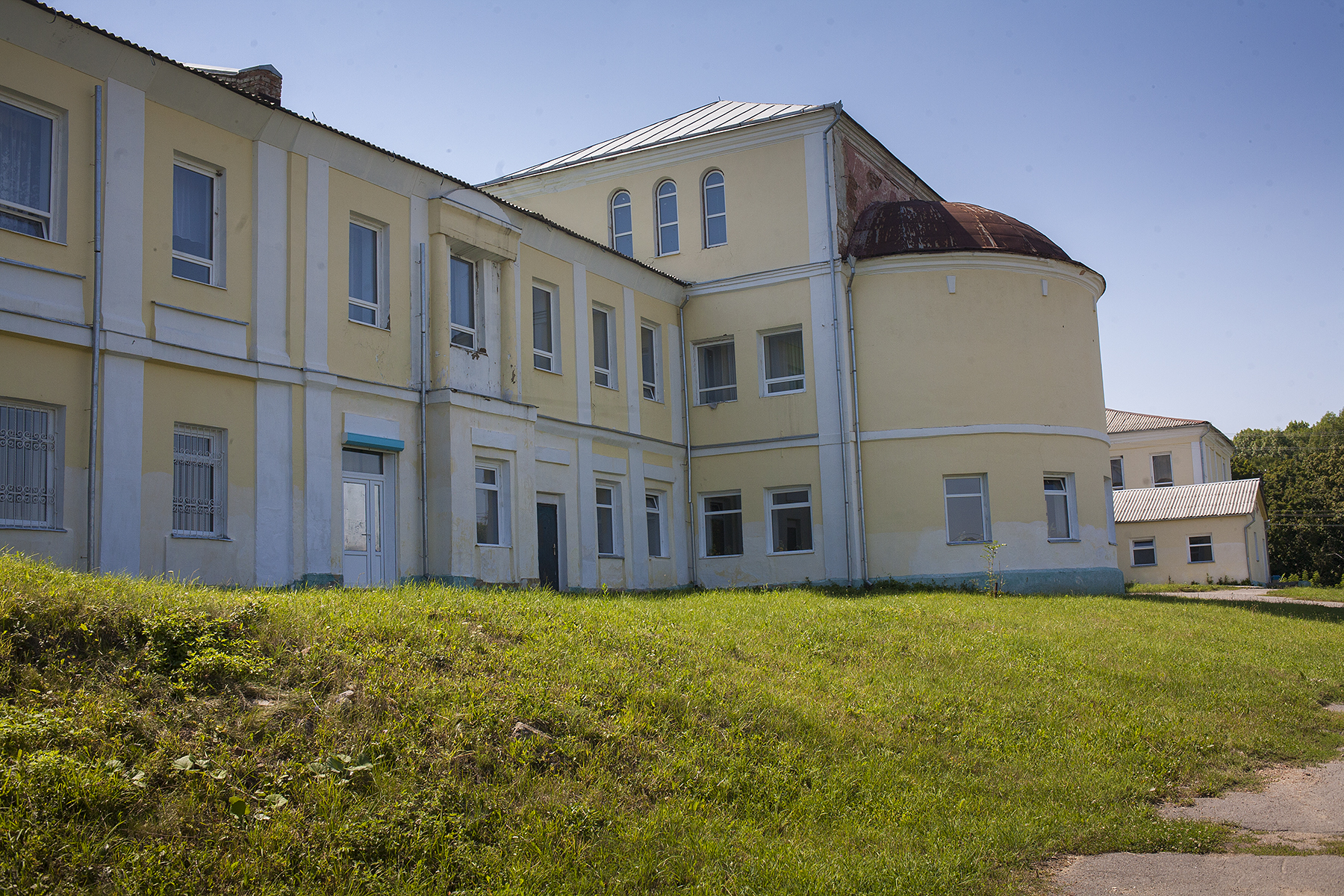

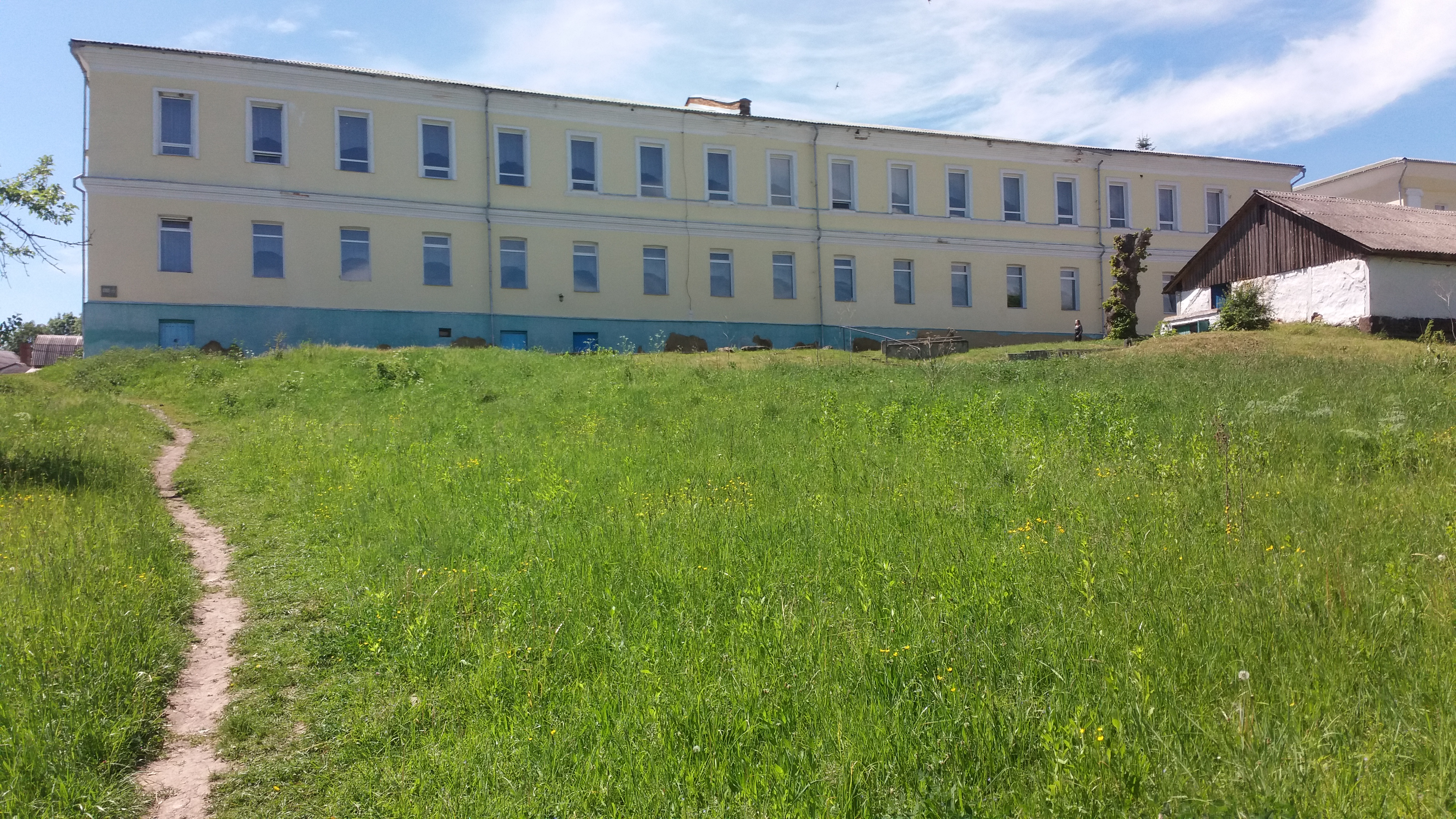

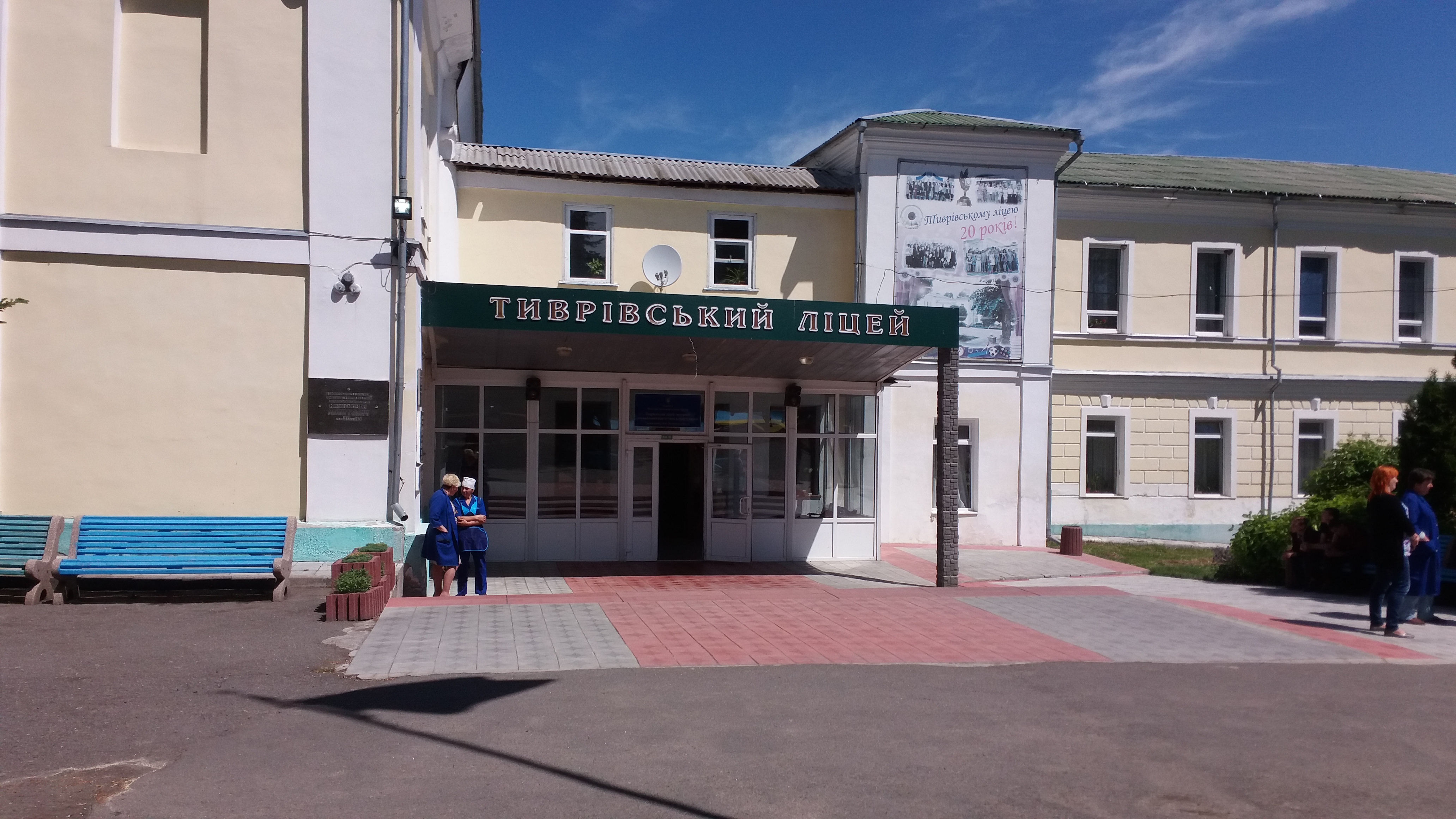

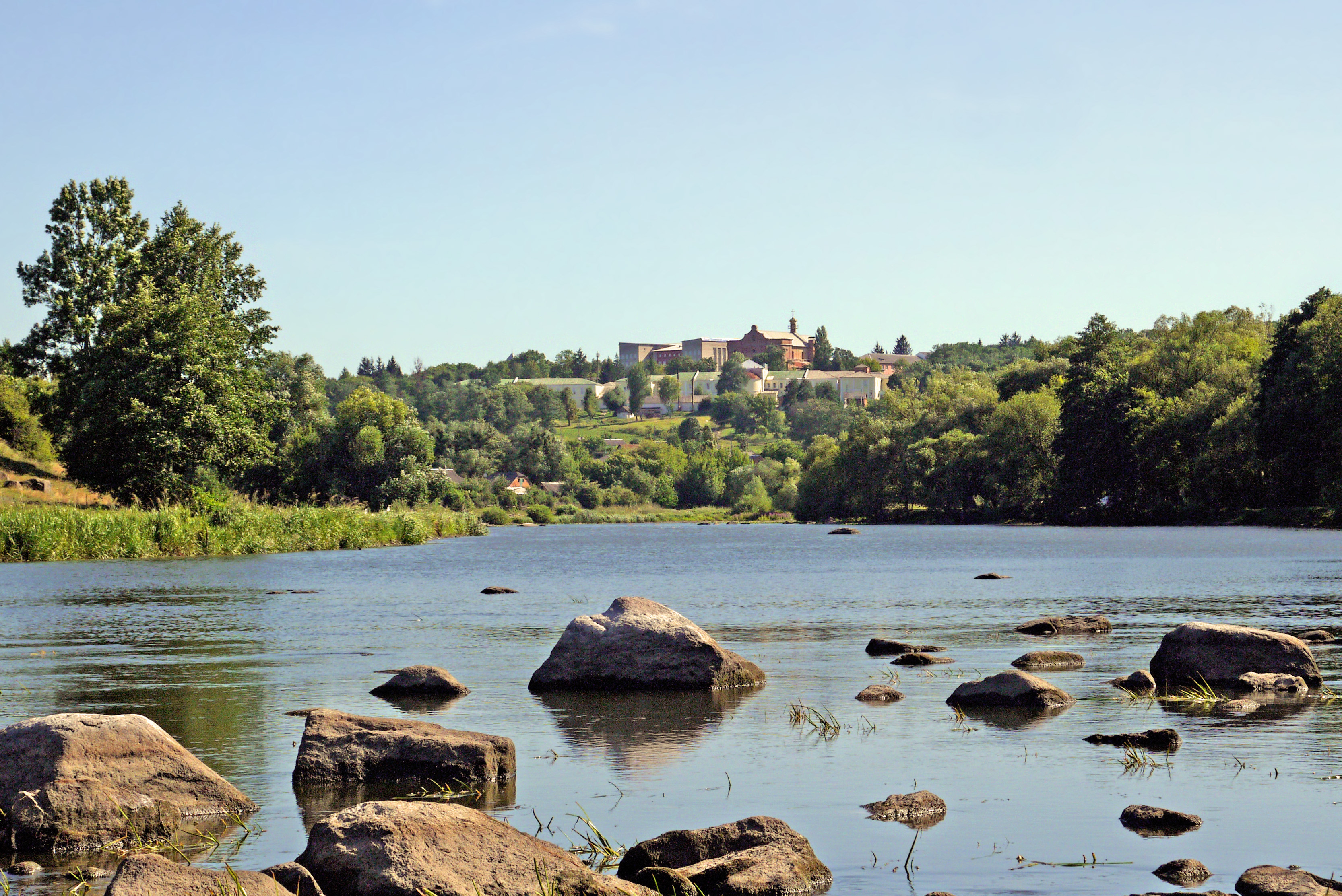

Палац Ярошинських у Тиврові (Вінницька область) був побудований на початку XVIII ст. Довжина садиби перевищує 150 метрів. Двоповерхове приміщення побудоване в класичному стилі. Біля парадного входу зі сторони Південного Бугу розміщувались фонтани, бесідки та місце для оркестру. Навколо маєтку облаштовано великий ландшафтний парк з річкою, що впадає в р. Буг. Садиба Ярошинських перебуває на державному обліку як пам'ятка архітектури та місцебудування місцевого значення.

## Історії палацу Ярошинських
У 1590 р. Маріанна Ярошинська, виходячи заміж за Себастьяна Калитинського, у посаг отримує Тиврів, який таким чином потрапив до маєтностей Калитинських. Коли згасла пряма лінія нащадків цього роду, на містечко і прилеглі території до нього почали претендувати представники побічної лінії з роду Калитинських та Ярошинських.
Конфлікт власності вирішився у 1756 році — маєток захопив Захарія Ярошинський. Мешкаючи, головним чином, у Тиврові, збудував один з найбільших на той час на Поділлі палаців, виділяв значні кошти на відбудову домініканського костелу. Помер 13 жовтня 1774 р. в Тиврові, перед смертю заповів, щоб його поховали в Кунянському костелі. Саме навпроти костелу Ярошинський збудував великий палац, заклав ландшафтний присадибний парк. Зазначені архітектурні комплекси надовго визначили розвиток архітектурних силуетів Тиврова.
В 1891 році садиба Ярошинських була продана Подільській єпархії, яка відкрила в палаці духовне училище. Через сім років у палаці сталася пожежа, в якій дуже постраждала центральна частина з фасадом, зверненим до костелу. Вона була значно перебудована на поч. XX ст. зі зміною у стилістиці будинку. У 1910—1911 рр. у ньому викладав спів видатний український композитор К. Г. Стеценко, про що нагадує меморіальна дошка. За короткий час перебування Стеценка у Тиврові було написано такі твори, як «Єднаймося» на слова І. Франка, кантату «Шевченкові». Також тут працював М. Леонтович, навчався В. Свідзінський. Після II світової війни у колишній садибі розміщувалася школа-інтернат, яка на сьогодні є «Тиврівським науковим ліцеєм», працює кімната-музей заслуженого журналіста України, фотомайстра, різьбяра В. Очеретного.

## Архітектурні особливості палацу
Палац Ярошинських являє собою двоповерхове приміщення побудоване в класичному стилі, з високими прямокутними вікнами, на стінах — прямокутні напівколони, які зверху закінчувались гіпсовими розетками. Парковий фасад будівлі, що зберігся має риси пізнього бароко. Потрібно зазначити значні відмінності в характері декору правого ризаліту і всієї будівлі. Перший належить до залишків палацу кінця XVIII ст. та був виконаний у найкращих палладіанских традиціях раннього класицизму. Пізніша прибудова закрила фасад з чотирма напівколонами з малюнком капітелей (верхня частина колони) іонічного ордера, малюнок капітелей повторюється і на декоруванні бічних частин споруди. Дах садиби скатний, довжина перевищує 150 метрів. Біля парадного входу, зі сторони Південного Бугу, були фонтани, бесідки та місце для духового оркестру. Всередині маєток мав багатий інтер'єр з безліччю картин на різну тематику і гарно мебльованими кімнатами.

## Ландшафтний парк садиби Ярошинського
Навколо маєтку розміщувався великий дендрологічний парк з озером, яке ділилось кам'яним мостом на дві частини. Закладений він був у пейзажному стилі. Парк мав форму кінської підкови з «алеєю кохання», яка проходила через усю територію. Алея була прикрашена античними скульптурами із мармуру, які були привезені з Італії. Також було висаджено сотні різних дерев та кущів, привезених з Європи. Від перших насаджень залишились липи, дуби, граби. Характер парку визначив рельєф місцевості — пагористий, з ярами і річкою, що впадає до Бугу. До нашого часу зберігся старий парк, що починається одразу за палацом. Парк має огорожу з брамою, яка збереглася у поганому стані. Над обривом частина стіни фортеці, викладеної з червоної цегли та каменю.